# 창일중학교
창일중학교(倉一中學校)는 대한민국 서울특별시 도봉구 창동에 위치한 공립 중학교이다.

## 학교 연혁
- 1991년 1월 21일 : 창일중학교 설립 인가
- 1991년 3월 1일 : 초대 이강범 교장 취임
- 1991년 3월 4일 : 제1회 입학식(10학급 455명)
- 1991년 10월 2일 : 개교기념식
- 1991년 11월 2일 : 신관 20개 교실 준공(교무실 1, 양호실 1, 특별교실 4, 교실 10)
- 1992년 9월 3일 : 후관 20실 준공(특별교실 6, 보통교실 14)
- 1994년 2월 14일 : 제1회 졸업식(546명)
- 1994년 3월 1일 : 교육부 지정 영어과 연구학교(교수 ․ 학습 방법 개선) 지정
- 2014년 3월 1일 : 선진형 학교운동부 연구학교 지정(서울시교육청, 양궁)
- 2020년 3월 1일 : 제12대 여성림 교장 취임
- 2023년 2월 8일 : 제30회 졸업식(242명) (총 졸업생 12,479명)
- 2023년 3월 2일 : 제33회 입학식(9학급 211명)

## 참고 자료
- 창일중학교 - 한국교육학술정보원 학교알리미